# Płaskostopie

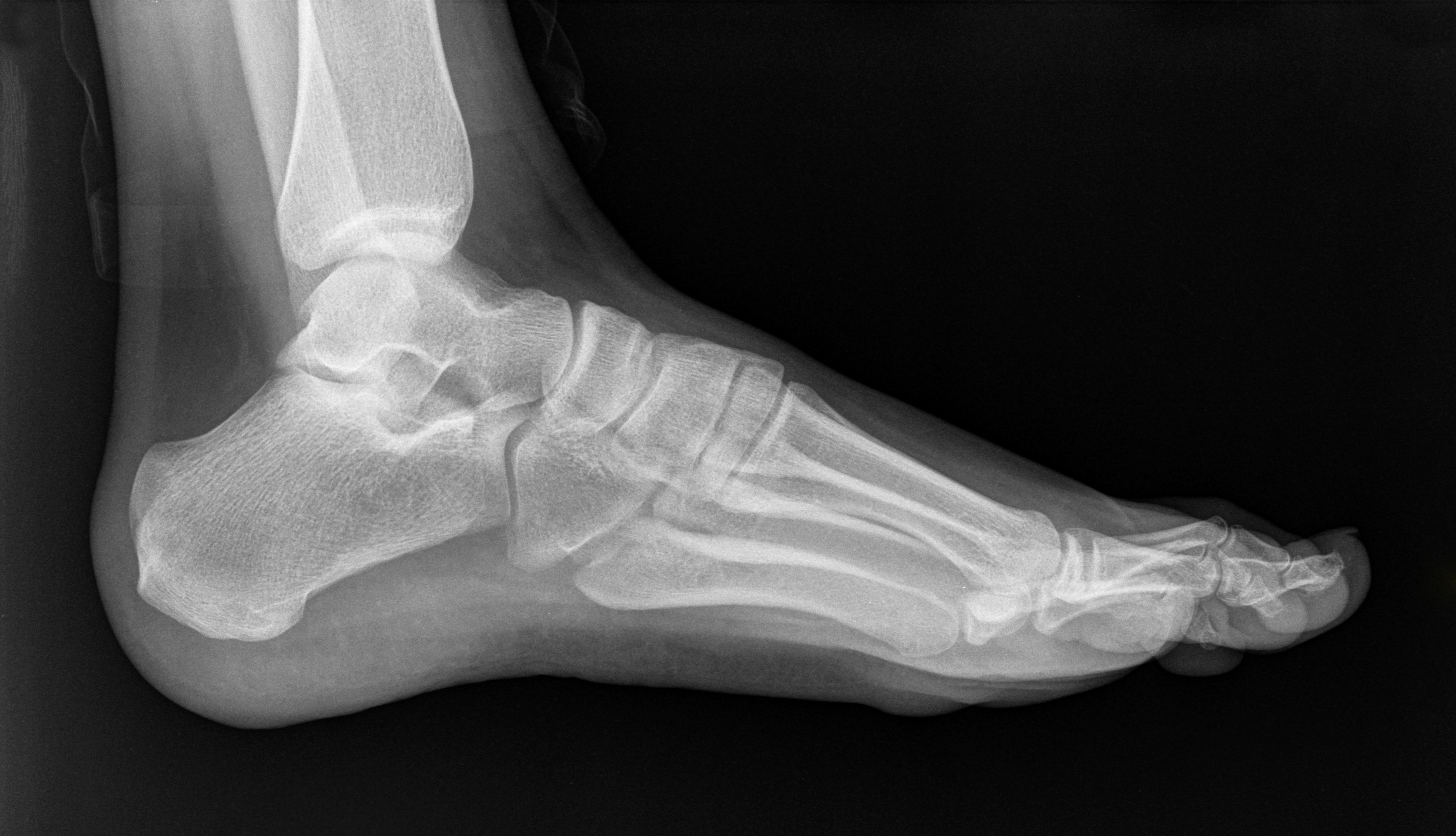
RTG stopy z płaskostopiem

Płaskostopie (łac. pes planus, pot. platfus) – zniekształcenie stopy polegające na obniżeniu się jej fizjologicznych sklepień, w wyniku czego staje się ona płaska.
Stopa o prawidłowej budowie nie dotyka podłoża całą powierzchnią. Jej kości układają się w łuk. Przy płaskostopiu prawie cała stopa przylega do podłoża. Kości w takiej stopie ułożone są w linii prostej.
Stopa zbudowana prawidłowo wspiera się o podłoże trzema punktami:
- piętą
- głową pierwszej kości śródstopia
- głową piątej kości śródstopia.

Wyróżnia się dwa podstawowe rodzaje płaskostopia:
- płaskostopie podłużne będące wynikiem obniżenia łuku przyśrodkowego (dynamicznego) stopy
- płaskostopie poprzeczne będące skutkiem obniżenia łuku poprzecznego przedniego stopy.

## Przyczyny
Główną przyczyną płaskostopia jest upośledzona praca mięśni utrzymujących wysklepienie łuków stopy (mięsień piszczelowy przedni i tylny, mięśnie strzałkowe, mięśnie podeszwowe stopy). Do niewydolności przyczyniają się również duże obciążenia statyczne i dynamiczne, szczególnie przy współistniejącej wiotkości więzadeł i torebek stawowych. Nie bez znaczenia jest również noszenie niewłaściwego obuwia oraz nadwaga. Płaskostopie może być wrodzone lub porażenne. Płaskostopie prowadzi do powstawania przewlekłych stanów zapalnych torebek i więzadeł stawowych stopy, jej obrzęku i bolesności utrudniających, powodujących drętwienie, niekiedy nawet uniemożliwiających, stanie i chodzenie. Wynikiem płaskostopia poprzecznego często jest paluch koślawy. 

## Leczenie
Leczeniem płaskostopia zajmuje się ortopedia. Jest ono zwykle zachowawcze – gimnastyka (np. chodzenie boso po różnorodnych terenach, szczególnie tych występujących w środowisku naturalnym – trawa, piasek lub też nierównych, lecz nie twardych powierzchniach), dynamiczne wkładki ortopedyczne i obuwie ortopedyczne, w ciężkich przypadkach wymagane jest leczenie chirurgiczne. 

## Klasyfikacja ICD10
| kod ICD10     | nazwa choroby         |
| ------------- | --------------------- |
| ICD-10: Q66.5 | Płaskostopie wrodzone |
| ICD-10: M21.4 | Płaskostopie nabyte   |